# Bitonto
Bitonto is een gemeente in de Italiaanse provincie Bari (regio Apulië) en telt 54.408 inwoners (31-12-2019). De oppervlakte bedraagt 172,8 km², de bevolkingsdichtheid is 327 inwoners per km².
De volgende frazioni maken deel uit van de gemeente: Palombaio en Mariotto.

## Demografie
Bitonto telt ongeveer 18314 huishoudens. Het aantal inwoners steeg in de periode 1991-2001 met 5,9% volgens cijfers uit de tienjaarlijkse volkstellingen van ISTAT.

## Geografie
De gemeente ligt op ongeveer 118 meter boven zeeniveau. Het stadje Bitonto is omgeven door uitstrekte olijfboomgaarden. Opmerkelijk is de ringweg ("strada poligonale") die halverwege de 20ste eeuw als een nagenoeg perfecte cirkel met een straal van 3 km om Bitonto heen is gelegd.
Bitonto grenst aan de volgende gemeenten: Altamura, Bari, Binetto, Bitetto, Giovinazzo, Modugno, Palo del Colle, Ruvo di Puglia, Terlizzi, Toritto.

## Geboren
- Angelo Domenico Luiso (1886-1965), componist en dirigent

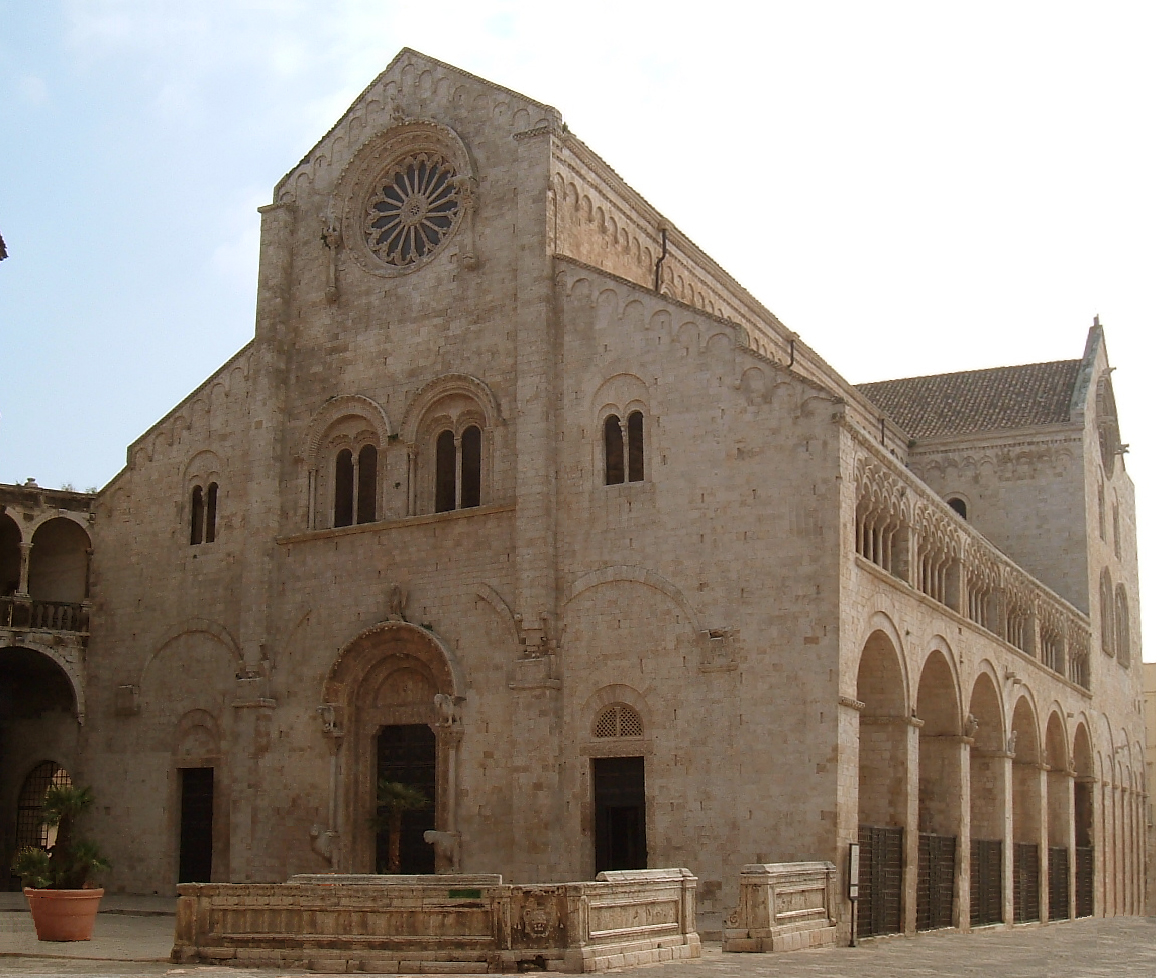
Kathedraal van Bitonto
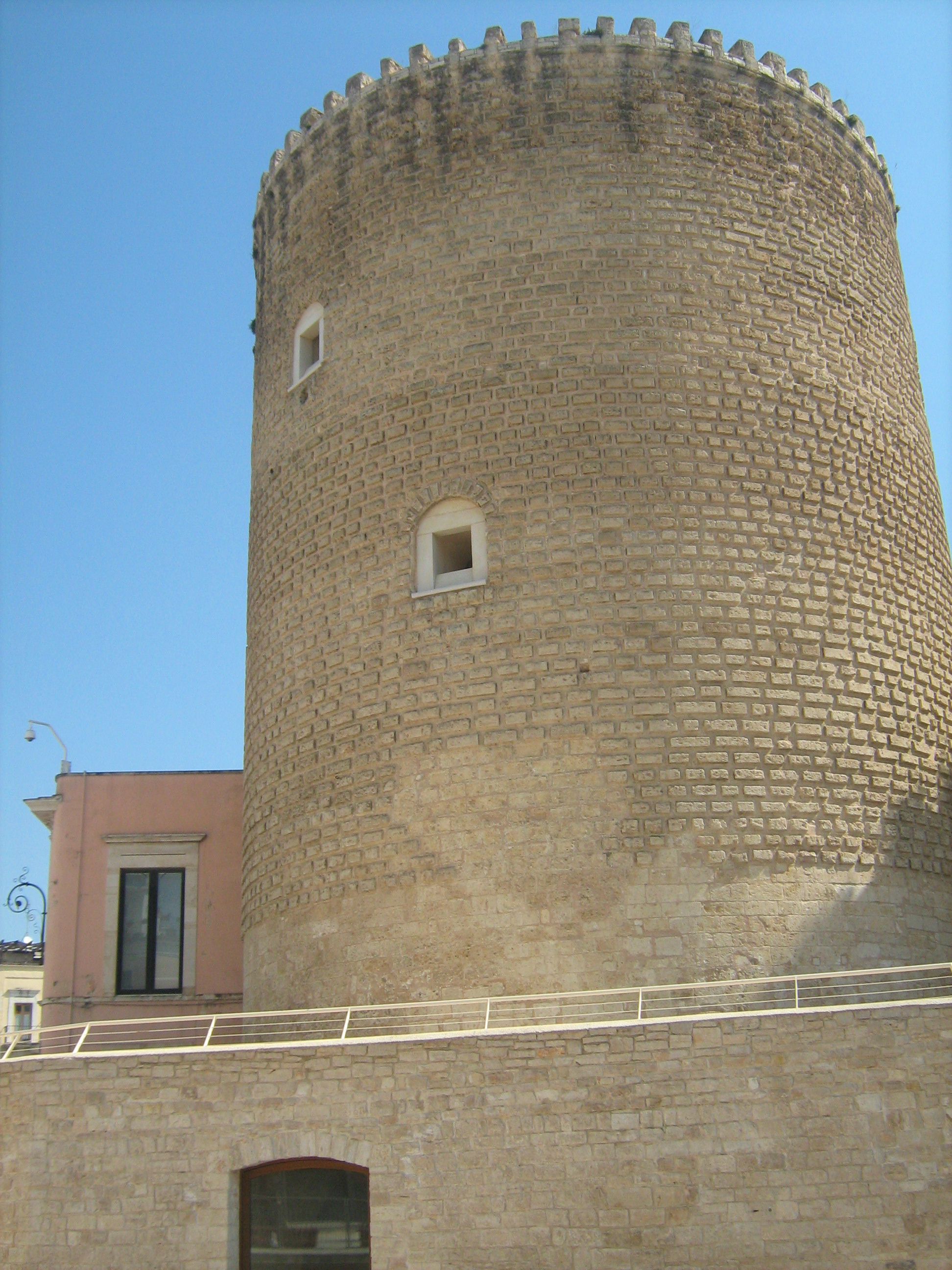
Il Torrione Angioino
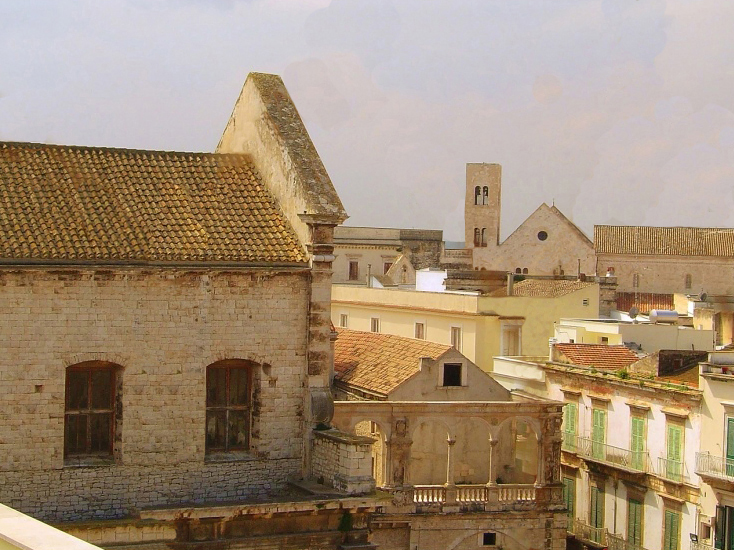
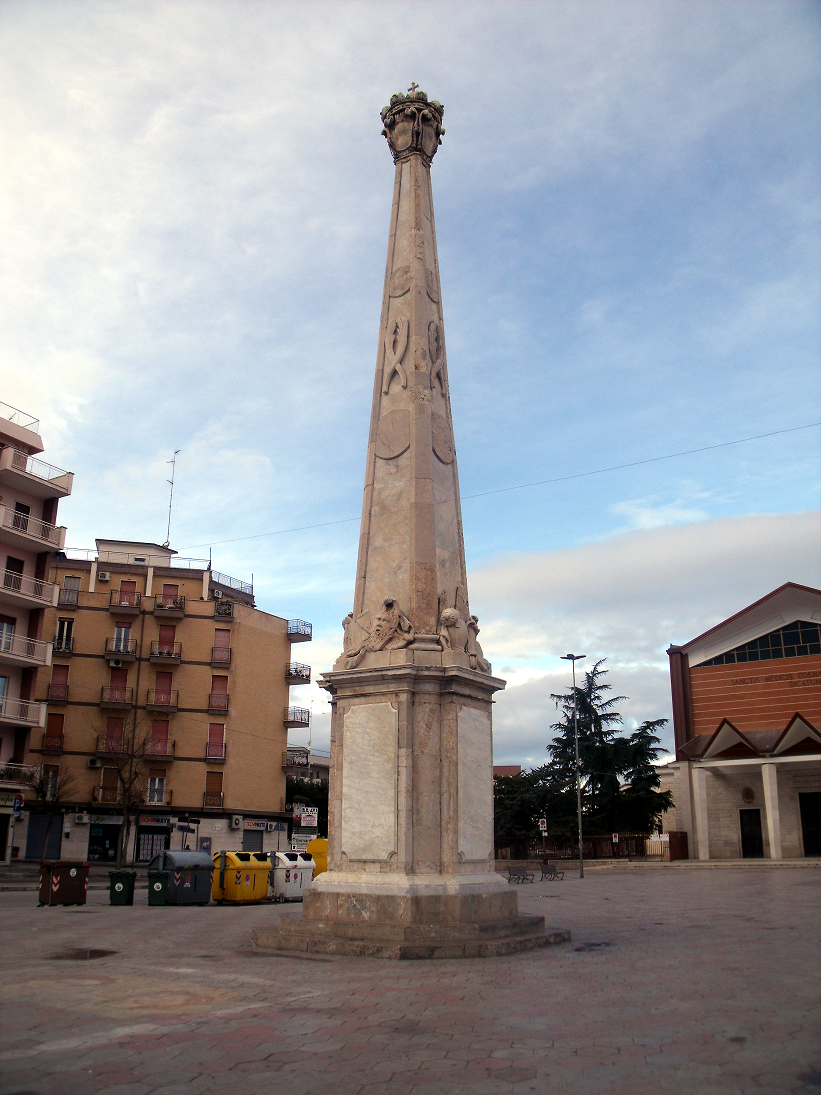
Obelisco Carolino
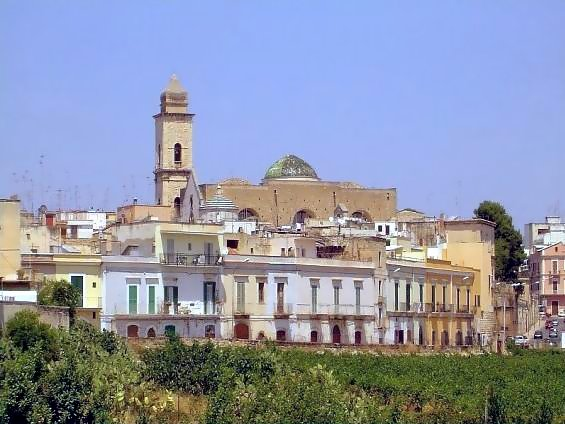
Chiesa di San Francesco
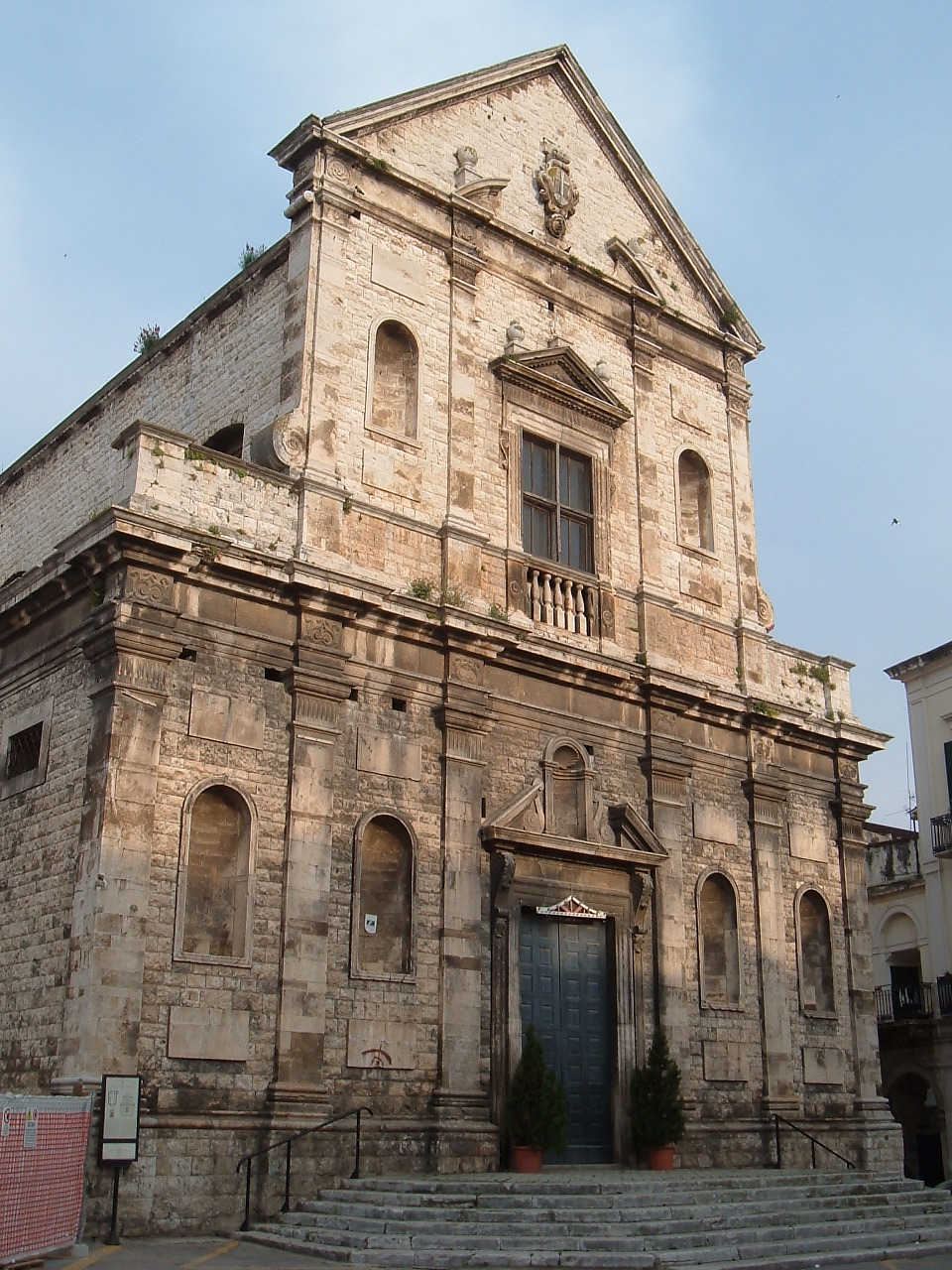
chiesa di San Gaetano
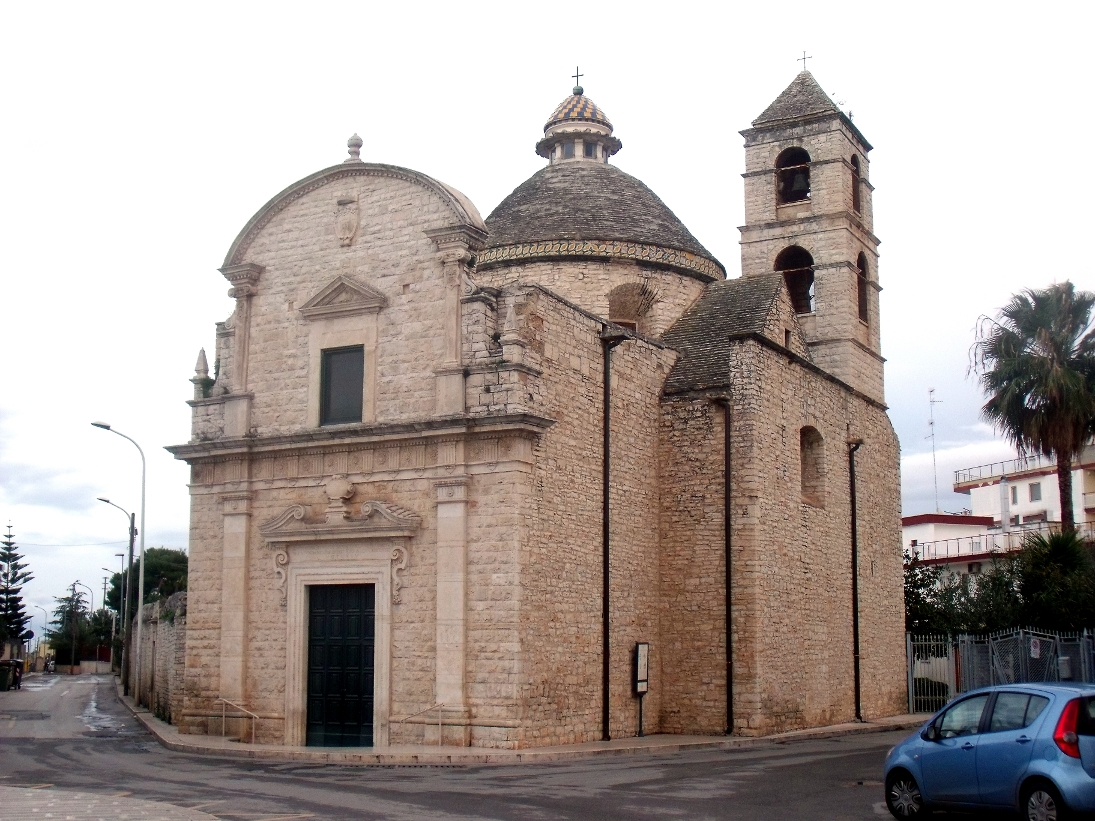
Chiesa del Crocifisso
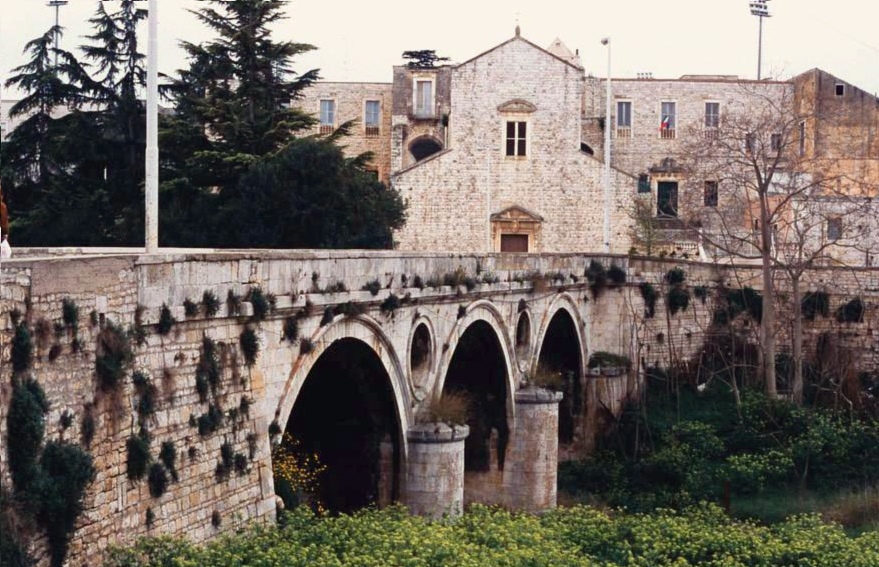
Ponte del Tiflis
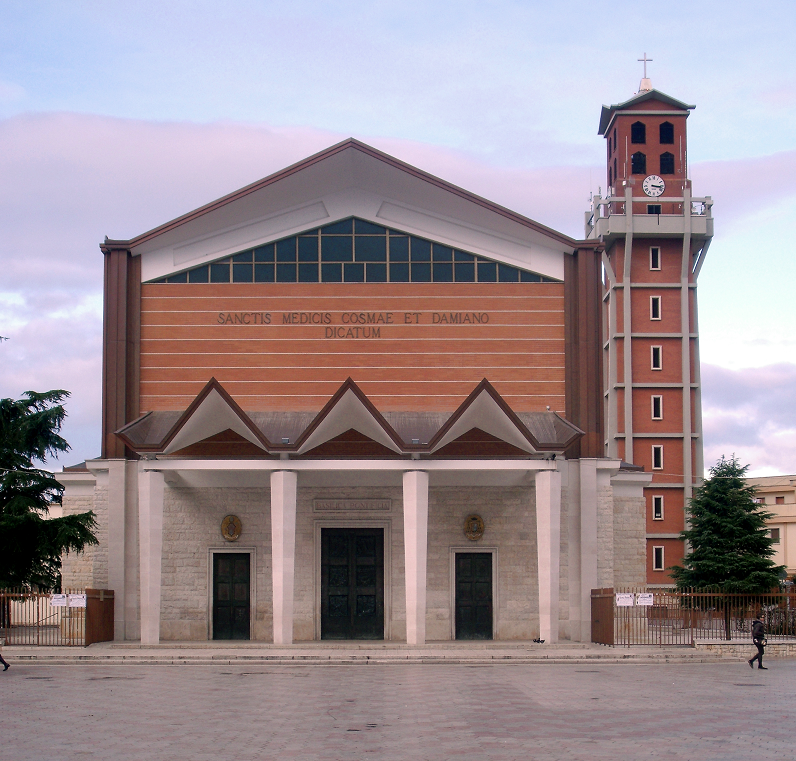
Chiesa dei Santi Medici